# Arxellas
Arxellas es una aldea  española situada en la parroquia de Camboño en el municipio de Lousame (provincia de La Coruña, Galicia). en 2021 tenía una población de 35 habitantes (18 hombres y 17 mujeres).
Está situada al oeste del municipio a 326 metros sobre el nivel mar y a 8,6 km de la cabecera municipal. Las localidades más cercanas son Soutelo, Naval y Vilaboa, ya en le municipio de Noya.